# Pulli (Orissaare)
Pulli – wieś w Estonii, w prowincji Sarema, w gminie Orissaare. 1 stycznia 2007 roku wieś zamieszkiwały 24 osoby.